# Leucocyphoniscus torrii
Leucocyphoniscus torrii är en kräftdjursart som beskrevs av Arcangeli 1943. Leucocyphoniscus torrii ingår i släktet Leucocyphoniscus och familjen Trichoniscidae. Inga underarter finns listade i Catalogue of Life.